# 原乡人 (电影)
《原鄉人》是一部1980年出品的台湾电影，根据台湾客家裔作家鍾理和的短篇小说《原鄉人》及其本人经历改编。該片主要敘述鍾理和在1940年至1960年的二十年間的故事。导演李行，主演秦漢、林凤娇。
影片获得1981年第18屆金馬獎的最佳原创电影歌曲（翁清溪作曲、邓丽君演唱）、童星（鄭傳文），并获最佳音乐、音效的提名。

## 外部連結
- 開眼電影網上《原鄉人》的資料（繁體中文）
- 香港影庫上《原鄉人》的資料（繁體中文）
- 时光网上《原鄉人》的資料（简体中文）
- 豆瓣电影上《原鄉人》的資料 （简体中文）
- 互联网电影数据库（IMDb）上《原鄉人》的资料（英文）
- 笠山文學營開放報名 對談《原鄉人》重映秘辛